# تي آر تي الموسيقى
تي آر تي ميوزك (بالتركية: TRT Müzik)‏ هي قناة تلفزيونية تركية تملكها وتديرها TRT. تبث برامج تلفزيونية موسيقية على مدار 24 ساعة تضم مجلات موسيقية وبرامج حوارية. بدأت القناة الث لأول مرة في 16 نوفمبر 2009.